# Blšany u Loun
Blšany u Loun là một làng thuộc huyện Louny, vùng Ústecký, Cộng hòa Séc.